# Lochovo
Lochovo, ukrajinsky Лохово, maďarsky Beregszőlős, je obec v ivanovecké venkovské komunitě (hromadě), v mukačevském okrese Zakarpatské oblasti Ukrajiny. V roce 2024 zde žilo 1186 obyvatel.

## Části obce
- Lochovo
  - Kostrub, ukrajinsky Коструб
  - Matjaš, ukrajinsky Матяш
- Čerejivci[2]

## Historie
Do uzavření Trianonské smlouvy byla obec součástí Uherska, poté (pod názvem Boboviště) byla součástí Československa. Od roku 1945 byla obec součástí Ukrajinské sovětské socialistické republiky, která byla součástí SSSR, a nakonec od roku 1991 je součástí samostatné Ukrajiny.